# PINT Bokbierfestival
Het PINT Bokbierfestival wordt jaarlijks gehouden sinds 1978, en werd van 1994 tot 2018 in het laatste weekend van oktober georganiseerd in de Beurs van Berlage te Amsterdam, oorspronkelijk op initiatief van de vereniging PINT, later door de organisatie "Stichting Pint Bokbierfestival". Het PINT BBF was het grootste bierfestival van Nederland en het grootste bokbierfestival ter wereld met ruim 10.000 bezoekers. Er werden circa 90 bokbieren geschonken, waaronder ook enkele Duitse en Belgische. 
In 2024 heeft PINT de draad weer opgepakt en wordt het festival weer jaarlijks georganiseerd, nu in een nieuwe locatie. 
Het festival werd door de jaren heen almaar groter, en met enige regelmatig moest PINT op zoek naar een nieuwe, ruimere locatie. Slechts één keer vond het festival níet in Amsterdam plaats; dat was in 1983, toen werd uitgeweken naar Den Haag. Vanaf 1994 vond het festival plaats in de Beurs van Berlage. 
Het eerste jaar in café Gollem waren er ongeveer 65 bezoekers. In 2007 was dit aantal uitgegroeid naar ruim 11.000. In 1978 werd er begonnen met 6 verschillende brouwerijen. In 2014 was dit aantal uitgegroeid tot 90. Daarna ging het echter bergaf en kwam er een barst tussen de samenwerking van de organisatie "Stichting Pint Bokbierfestival" en PINT. De opkomst verminderde, in 2017 kwamen er nog 7862 bezoekers en in 2018 amper 4.000. Bovendien werd de kassa in 2013 geroofd, daardoor kwam de organisatie in financiële problemen en werd deze uiteindelijk in 2018 failliet verklaard, tot de doorstart in 2024.
- 1e BBF café Gollem, 1978
- 2e BBF café Gollem, 1979
- 3e PINT BBF i.s.m. café Gollem, 28-29 november 1980
- 4e PINT BBF, 13-15 november 1981, Artis
- 5e PINT BBF, 5-7 november 1982, Artis
- 6e PINT BBF, 5-6 november 1983, Houtrusthallen, Den Haag
- 7e PINT BBF, 23-25 november 1984, Artis
- 8e PINT BBF, 8-10 november 1985, Artis
- 9e PINT BBF, 31 oktober-2 november 1986, Artis
- 10e PINT BBF, 30 oktober-1 november 1987, Artis
- 11e PINT BBF, 21-23 oktober 1988, Artis
- 12e PINT BBF, 27-29 oktober 1989, Sint Elisabeth-Gesticht
- 13e PINT BBF, 16-18 november 1990, Marcanti
- 14e PINT BBF, 4-6 oktober 1991, Marcanti
- 15e PINT BBF, 6-8 november 1992, Marcanti
- 16e PINT BBF, 12-14 november 1993, Olympisch Stadion
- 17e PINT BBF, 11-13 november 1994, Beurs van Berlage
- 18e PINT BBF, 13-15 oktober 1995, Beurs van Berlage
- 19e PINT BBF, 1-3 november 1996, Beurs van Berlage
- 20e PINT BBF, 31 oktober-2 november 1997, Beurs van Berlage
- 21e PINT BBF, 30-31 oktober-1 november 1998, Beurs van Berlage
- 22e PINT BBF, 29-31 oktober 1999, Beurs van Berlage
- 23e PINT BBF, 3-5 november 2000, Beurs van Berlage
- 24e PINT BBF, 26-28 oktober 2001, Beurs van Berlage
- 25e PINT BBF, 1-3 november 2002, Beurs van Berlage
- 26e PINT BBF, 24-26 oktober 2003, Beurs van Berlage
- 27e PINT BBF, 29-31 oktober 2004, Beurs van Berlage
- 28e PINT BBF, 28-30 oktober 2005, Beurs van Berlage
- 29e PINT BBF, 27-29 oktober 2006, Beurs van Berlage
- 30e PINT BBF, 26-28 oktober 2007, Beurs van Berlage
- 31e Pint BBF, 31 oktober-2 november 2008, Beurs van Berlage
- 32e Pint BBF, 30 oktober-1 november 2009, Beurs van Berlage
- 33e Pint BBF, 29-31 oktober 2010, Beurs van Berlage
- 34e Pint BBF, 28-30 oktober 2011, Beurs van Berlage
- 35e Pint BBF, 26-28 oktober 2012, Beurs van Berlage
- 36e Pint BBF, 25-27 oktober 2013, Beurs van Berlage
- 37e Pint BBF, 24-26 oktober 2014, Beurs van Berlage
- 38e Pint BBF, 23-25 oktober 2015, Beurs van Berlage
- 39e Pint BBF, 28-30 oktober 2016, Beurs van Berlage
- 40e Pint BBF, 27-29 oktober 2017, Beurs van Berlage
- 41e Pint BBF, 26-27 oktober 2018, Beurs van Berlage
- 42e PINT BBF, 14 en 15 oktober 2024, De Hallen Studio’s
- 43e PINT BBF, 3 en 4 oktober 2025, De Hallen Studio’s